# Звучи, эуфониум!
«Звучи, эуфониум! Добро пожаловать в духовой оркестр старшей школы Китаудзи» (яп. 響け! ユーフォニアム 北宇治高校吹奏楽部へようこそ хибикэ ю:фониаму китаудзи ко:ко: суйсо:гаку-бу э ё:косо) — японский роман Аяно Такэды, впервые опубликованный в декабре 2013 года. В нём рассказывается о духовом оркестре школы «Китаудзи» и его новых участницах. Роман имеет награду издательства Takarajimasha «8th Japan Love Story Award». На русском языке роман вышел в октябре 2024 года под импринтом «Бумажный фонарик» издательства «АСТ».
По роману с ноября 2014 года выпускается манга. Также с апреля 2015 года начался показ анимационного сериала.

## Сюжет
Когда-то духовой оркестр школы «Китаудзи» выступал на национальных конкурсах, но времена изменились, и он пришёл в упадок. Поступившая в Китаудзи Кумико Омаэ, занимавшаяся духовыми с начальной школы, хочет вступить в оркестр, в который уже вступили её подруги Хадзуки и Мидори, но узнаёт, что в нём уже состоит её давняя знакомая, Рэйна Косака, которую Кумико однажды обидела. Тем временем руководить оркестром назначают молодого и амбициозного преподавателя Нобору Таки, цель которого — вернуть Китаудзи на национальные соревнования.

## Персонажи
Академический год персонажей указан на начало действия сюжета, то есть первый год учёбы Кумико в Китаудзи.

### Главные персонажи
Кумико Омаэ (яп. 黄前 久美子 О:маэ Кумико) — главная героиня романа, манги и аниме-сериала. Учится в первом классе старшей школы, играет на эуфониуме. Энергичная и шумная девочка, которая особо не интересуется мнением других, а своё высказывает даже в том случае, когда её об этом вовсе не просят. Одной из причин поступления в старшую школу «Китаудзи» было желание нарядиться в их школьную форму с матроской. Кроме как со своей одноклассницей Хадзуки, особо не ладит с людьми, увлечёнными спортом. Довольно часто проявляет упрямство и не прислушивается к чужим советам. При этом обладает яркой способностью подстраиваться под характер важного для неё собеседника, значительно изменяя собственные реакции, что несёт сильную психологическую нагрузку. 
Сэйю: Томоё Куросава
Хадзуки Като (яп. 加藤 葉月 Като: Хадзуки) — яркая, весёлая и общительная одноклассница Кумико, играет на тубе. Её энергичный характер помогает ей справляться с любыми трудностями и подбадривать остальных. В средней школе состояла в теннисной секции, поэтому игра на музыкальном инструменте для неё в новинку. Со времён поступления в оркестр мечтает играть на трубе, но пока всё ещё «привязана» к своей тубе, которую зовёт Тубакаброй (игра слов — туба и чупакабра).
Сэйю: Аяка Асаи
Сафайа Кавасима (яп. 川島 緑輝（さふぁいあ） Кавасима Сафайа) — одноклассница Кумико и Хадзуки, играет на контрабасе. Очень добрая девочка, которая не любит своё настоящее имя, созвучное со словом сапфир (яп. サファイア сафайа) (испытывает неловкость по этому поводу). Предпочитает, чтобы окружающие называли её Мидори (яп. 緑) (по кунному чтению первого иероглифа в имени). Окончила среднюю школу «Сэйдзё», в которой также играла на контрабасе. Поступая в старшую школу, планировала как можно скорее присоединиться к местному духовому оркестру, чтобы продолжить играть на любимом музыкальном инструменте.
Сэйю: Моэ Тоёта
Рэйна Косака (яп. 高坂 麗奈 Ко:сака Рэйна) — красивая девочка с длинными тёмными волосами и холодным взглядом, которая под влиянием своего отца-трубача начала заниматься музыкой ещё в раннем детстве. Учится в подготовительном к вузу классе, прекрасно владеет игрой на трубе. Благодаря своему характеру в затруднительных ситуациях действует без раздумий, преодолевая как внешние, так и внутренние препятствия. После поступления присоединилась к школьному духовому оркестру, чтобы и дальше совершенствовать свою игру и набираться опыта.
Сэйю: Тика Андзай
Аска Танака  (яп. 田中 あすか Танака Асука) — ученица третьего класса, которая, как и Кумико, играет на эуфониуме. Заместитель главы оркестра и лидер группы басов. Очки в красной оправе являются её отличительным «товарным знаком». Когда оркестр играет на марше, Аска выполняет роль тамбурмажора.
Сэйю: Минако Котобуки
Харука Огасавара (яп. 小笠原 晴香 Огасавара Харука) — ученица третьего класса, девочка с миролюбивым нравом, мягким, кротким характером. Глава духового оркестра и лидер группы саксофонов. Играет на баритоновом саксофоне.
Сэйю: Саори Хаями
Каори Накасэко (яп. 中世古 香織 Накасэко Каори) — ученица третьего класса, лидер группы труб и бухгалтер кружка.
Сэйю: Минори Тихара
Сюити Цукамото (яп. 塚本 秀一 Цукамото Сю:ити) — друг детства Кумико. В средней школе играл на валторне, но теперь, поступив в старшую, перешёл на тромбон.
Сэйю: Харуки Исия
Нобору Таки (яп. 滝 昇 Таки Нобору) — молодой и обаятельный мужчина, недавно назначенный на новую должность куратор духового оркестра.
Сэйю: Такахиро Сакураи

### Второстепенные персонажи
Митиэ Мацумото (яп. 松本 美知恵 Мацумото Митиэ) — классный руководитель у Кумико и её одноклассниц. По совместительству заместитель куратора в духовом оркестре. «Весёлая и добрая учительница» — не самые подходящие слова для описания её характера. Напротив, она очень требовательная и жёсткая в вопросах воспитания и дисциплины, за что получила прозвище «Сержант».
Сэйю: Ая Хисакава
Такуя Гото (яп. 後藤 卓也 Гото: Такуя) — высокий, серьёзный и довольно немногословный ученик второго класса. Играет на тубе. Глава группы басовых после выпуска Аски.
Сэйю: Кэндзиро Цуда
Рико Нагасэ (яп. 長瀬 梨子 Нагасэ Рико) — ученица второго класса, играет на тубе.
Сэйю: Миюки Кобори
Нацуки Накагава (яп. 中川 夏紀 Накагава Нацуки) — ученица второго класса, играет на эуфониуме, довольно редко участвует в деятельности оркестра. После выпуска Аски становится заместителем главы оркестра.
Сэйю: Кономи Фудзимура
Юко Ёсикава (яп. 吉川 優子 Ёсикава Ю:ко) — ученица второго класса старшей школы, играет на трубе. После выпуска Харуки становится главой оркестра.
Сэйю: Юри Ямаока
Томоэ Кабэ (яп. 加部 友恵 Кабэ Томоэ) — трубачка, на момент начала истории учится во втором классе, через год вместе с Кумико занимается обучением новых членов оркестра.
Аои Сайто (яп. 斎藤 葵 Сайто: Аои) — ученица третьего класса старшей школы, давняя знакомая Кумико. Играет на теноровом саксофоне.
Сэйю: Ёко Хикаса
Мамико Омаэ (яп. 黄前 麻美子 О:маэ Мамико) — старшая сестра Кумико, студентка третьего курса университета. В школе играла на тромбоне.
Сэйю: Нумакура Манами
Акико Омаэ (яп. 黄前 明子 О:маэ Акико) — мать Кумико и Мамико.
Сэйю: Харухи Нанао
Адзуса Сасаки (яп. 佐々木 梓 Сасаки Адзуса) — одногодка главных героинь, играет на тромбоне. В средней школе училась в одном классе вместе с Кумико. Ученица старшей школы «Рикка».
Сэйю: Адзуса Тадокоро
Мидзорэ Ёройдзука (яп. 鎧塚 みぞれ Ёройдзука Мидзорэ) — ученица второго класса. Играет на гобое.
Сэйю: Ацуми Танэдзаки
Нодзоми Касаки (яп. 傘木 希美 Касаки Нодзоми) — ученица второго класса. Играет на флейте. В средней школе училась в одном классе вместе с Мидзорэ, была президентом тамошнего духового оркестра. После выпуска Каори становится бухгалтером оркестра Китаудзи.
Сэйю: Нао Тояма
Масахиро Хасимото (яп. 橋本 真博 Хасимото Масахиро) — бывший сокурсник Таки. Специальность — ударные музыкальные инструменты. 
Сэйю: Юити Накамура
Сатоми Ниияма (яп. 新山 聡美 Ниияма Сатоми) — одноклассница Хасимото во времена их учёбы в Китаудзи, училась в одной консерватории с Таки. Специальность — флейта.
Сэйю: Хоко Кувасима

### Новые первогодки
Персонажи, указанные в этом разделе, на год младше Кумико.
Канадэ Хисаиси (яп. 久石 奏 Хисаиси Канадэ) — эуфониумистка, на первый взгляд кажущаяся ласковой и доброй, но на деле колкая и недоверчивая девушка, которая хочет верить в то, что старания человека должны поощряться.
Сэйю: Сора Амамия
Мирэй Судзуки (яп. 鈴木 美玲 Судзуки Мирэй) — высокая тубистка, никогда не задерживающая после репетиций, но хорошо играющая. Ведёт себя сдержанно в противовес Сацуки.
Сэйю: Аяка Нанасэ
Сацуки Судзуки (яп. 鈴木 さつき Судзуки Сацуки) — крохотная тубистка, ведёт себя, под стать внешнему виду, как ребёнок. Познакомилась с Мирэй в начальных классах из-за одинаковой фамилии, в старшей школе они воссоединились. Просит звать её «Саттян».
Сэйю: Мисаки Куно
Мотому Цукинага (яп. 月永 求 Цукинага Мотому) — мальчик-контрабасист, невысокий и довольно женственной внешности. Обычно держится так, словно оркестр не имеет для него никакого значения, но рядом с Сафайа начинает оживать.
Сэйю: Симба Цутия
Ририка Кэндзаки (яп. 剣崎 梨々花 Кэндзаки Ририка) — гобоистка. Изо всех сил пытается стать ближе к Мидзорэ. На короткой ноге с Канадэ.
Сэйю: Сиори Сугиура
Юмэ Кохината (яп. 小日向 夢 Кохината Юмэ) — трубачка, училась в той же средней школе, что и Кумико с Рэйной. Лучшая на своём потоке, но ужасно неуверенная в себе.

## Медиа

### Роман
Второй том романа был выпущен в марте 2015 года под названием Hibike! Euphonium 2 Kitauji Koukou Suisougaku-bu no Ichiban Atsui Natsu (яп. 「響け！ ユーフォニアム2　北宇治高校吹奏楽部のいちばん熱い夏」 досл. «Звучи, эуфониум! 2: Самое жаркое лето духового оркестра старшей школы „Китаудзи“»).
Третий том романа был выпущен в апреле 2015 года под названием Hibike! Euphonium 3 Kitauji Koukou Suisougaku-bu, Saidai no Kiki (яп. 「響け！ ユーフォニアム3　北宇治高校吹奏楽部、最大の危機」 досл. «Звучи, эуфониум! 3: Наиболее критическое положение в духовом оркестре старшей школы „Китаудзи“»).
| Том | |                                 |                          |
| Том | Название | Дата релиза (на японском языке) | ISBN (на японском языке) |
| --- | --- | ------------------------------- | ------------------------ |
| 1   | (яп. 響け！ ユーフォニアム１ 北宇治高校吹奏楽部へようこそ) (Хибикэ ю:фониаму Китаудзи ко:ко: суйсо:гаку-бу э ё:косо)               | 5 декабря 2013                  | ISBN 978-4-8002-1747-9   |
| 2   | (яп. 響け！ ユーフォニアム２ 北宇治高校吹奏楽部のいちばん熱い夏) (Хибикэ ю:фониаму Китаудзи ко:ко: суйсо:гаку-бу итибан ацуй нацу) | 5 марта 2015                    | ISBN 978-4-8002-3906-8   |
| 3   | (яп. 響け！ ユーフォニアム３ 北宇治高校吹奏楽部、最大の危機) (Хибикэ ю:фониаму Китаудзи ко:ко: суйсо:гаку-бу сайдай-но кики)       | 4 апреля 2015                   | ISBN 978-4-8002-3982-2   |
| 4   | (яп. 響け！ ユーフォニアム 北宇治高校吹奏楽部のヒミツの話) (Хибикэ ю:фониаму Китаудзи ко:ко: суйсо:гаку-бу химицу-но ханаси)       | 25 мая 2015                     | ISBN 978-4-8002-4119-1   |

### Манга
Первый том печатного издания появился в продаже в апреле 2015 года.
| Том | |                                 |                          |
| Том | Название | Дата релиза (на японском языке) | ISBN (на японском языке) |
| --- | --- | ------------------------------- | ------------------------ |
| 1   | (яп. このマンガがすごい！ comics 響け！ ユーフォニアム 北宇治高校吹奏楽部へようこそ 1) (Коно манга га сугой! Хибикэ ю:фониаму Китаудзи ко:ко: суйсо:гаку-бу э ё:косо) | 3 апреля 2015                   | ISBN 978-4-8002-3968-6   |
| 2   | (яп. このマンガがすごい！ comics 響け！ ユーフォニアム 北宇治高校吹奏楽部へようこそ 2) (Коно манга га сугой! Хибикэ ю:фониаму Китаудзи ко:ко: суйсо:гаку-бу э ё:косо) | 3 июня 2015                     | ISBN 978-4-8002-4183-2   |

### Аниме-сериал

#### Список серий
Предварительный показ первой серии состоялся 28 марта в 17.00 в кинотеатре MOVIX (яп. MOVIX京都シアター Кё:то сиата:), расположенном в г. Киото.
| Список серий первого сезона | Список серий первого сезона                                                        | Список серий первого сезона |
| № серии                     | Название                                                                           | Трансляция в Японии |
| --------------------------- | ---------------------------------------------------------------------------------- | --- |
| 1                           | Добро пожаловать в старшую школу. « (яп. ようこそハイスクール Ё:косо хай сўку:ру)» | 8 апреля 2015 года (0:30 - 1:00) Tokyo MX, SUN, KBS 8 апреля 2015 года (1:35 - 2:05) TVA 9 апреля 2015 года (00:00 - 00:30) BS11 10 апреля 2015 года (23:00 - 23:30) AT-X |
| 2                           | Привет, эуфониум. « (яп. よろしくユーフォニアム Ёросику ю:фониаму)»                | 15 апреля 2015 года (0:30 - 1:00) Tokyo MX, KBS |
| 3                           | Впервые ансамблем. « (яп. はじめてアンサンブル Хадзимэтэ ансамбуру)»               | 22 апреля 2015 года (0:30 - 1:00) Tokyo MX, KBS |
| 4                           | Поём сольфеджио. « (яп. うたうよソルフェージュ Утауё соруфэ:дзю)»                  | 29 апреля 2015 года (0:30 - 1:00) Tokyo MX, KBS |
| 5                           | А вот и фестиваль! « (яп. ただいまフェスティバル Тадайма фэсутибару)»              | 6 мая 2015 года (0:30 - 1:00) Tokyo MX, KBS |
| 6                           | Сверкай, маленькая туба « (яп. きらきらチューバ Киракира тю:ба)»                   | 13 мая 2015 года (0:30 - 1:00) Tokyo MX, KBS |
| 7                           | Плакса-саксофон. « (яп. なきむしサクソフォン Накимуси сакусофон)»                  | 20 мая 2015 года (0:30 - 1:00) Tokyo MX, KBS |
| 8                           | Праздничный треугольник. « (яп. おまつりトライアングル О-мацури торайангуру)»      | 27 мая 2015 года (0:30 - 1:00) Tokyo MX, KBS |
| 9                           | Приступаем к прослушиванию. « (яп. おねがいオーディション Онэгай о:дисён)»         | 3 июня 2015 года (0:30 - 1:00) Tokyo MX, KBS |
| 10                          | «Ригористичная» труба. « (яп. まっすぐトランペット Массугу торампэтто)»            | 10 июня 2015 года (0:30 - 1:00) Tokyo MX, KBS |
| 11                          | Повторное прослушивание. « (яп. おかえりオーディション Окаэри о:дисён)»            | 17 июня 2015 года (0:30 - 1:00) Tokyo MX, KBS |
| 12                          | Мой эуфониум. « (яп. わたしのユーフォニアム Ватаси но ю:фониаму)»                  | 24 июня 2015 года (0:30 - 1:00) Tokyo MX, KBS |
| 13                          | До свидания, конкурс. « (яп. さよならコンクール Саёнара конку:ру)»                 | 1 июля 2015 года (0:30 - 1:00) Tokyo MX, KBS |

#### Авторский состав
Автор оригинала: Аяно Такэда (яп. 武田 綾乃 Такэда Аяно)
Режиссёр-постановщик: Тацуя Исихара
Сценарист: Дзюкки Ханада (яп. 花田 十輝 Ханада Дзюкки)
Художник по персонажам: Сёко Икэда (яп. 池田 晶子 Икэда Сё:ко)
Составитель серий: Наоко Ямада
Художник-постановщик: Муцуо Синохара (яп. 篠原 睦雄  Синохара Муцуо)
Оператор-постановщик: Кадзуя Такао (яп. 高尾 一也 Такао Кадзуя)
Спецэффекты: Рина Миура (яп. 三浦 理奈 Миура Рина)
Звуковые эффекты: Эйко Морикава (яп. 森川 永子 Морикава Эйко)
Продюсер по планированию: Хидэаки Хатта (яп. 八田 英明 Хатта Хидэаки)
Музыкальный продюсер: Сигэру Сайто (яп. 斎藤 滋 Сайто: Сигэру)
Музыкальный директор: Ёта Цуруока (яп. 鶴岡 陽太 Цуруока Ё:та)
Композитор: Акито Мацуда (яп. 松田 彬人 Мацуда Акито)
Студия: Kyoto Animation
Производство: производственный комитет «Хибикэ!» (яп. 「響け！」製作委員会 Хибикэ сэйсаку иинкай) Pony Canyon, Lantis, Rakuonsha
| Авторский состав (список серий) | Авторский состав (список серий) | Авторский состав (список серий) | Авторский состав (список серий) | Авторский состав (список серий)        |
| № серии                         | Сценарий                        | Раскадровка                     | Режиссёр эпизода                | Контролёр анимации                     |
| ------------------------------- | ------------------------------- | ------------------------------- | ------------------------------- | -------------------------------------- |
| 1 серия                         | Дзюкки Ханада                   | Наоко Ямада                     | Наоко Ямада                     | Сэйити Акитакэ                         |
| 2 серия                         | Дзюкки Ханада                   | Тацуя Исихара                   | Тацуя Исихара                   | Каё Хикияма                            |
| 3 серия                         | Дзюкки Ханада                   | Такуя Ямамура                   | Такуя Ямамура                   | Кадзуми Икэда                          |
| 4 серия                         | Дзюкки Ханада                   | Тацуя Исихара Наоко Ямада       | Ай Юкимура                      | Тиёко Уэно                             |
| 5 серия                         | Дзюкки Ханада                   | Итиро Миёси                     | Итиро Миёси                     | Нобуаки Маруки                         |
| 6 серия                         | Дзюкки Ханада                   | Эйсаку Каванами                 | Эйсаку Каванами                 | Каё Хикияма                            |
| 7 серия                         | Дзюкки Ханада                   | Ясухиро Такэмото                | Ясухиро Такэмото                | Футоси Нисияма                         |
| 8 серия                         | Дзюкки Ханада                   | Харука Фудзита                  | Харука Фудзита                  | Сэйити Акитакэ                         |
| 9 серия                         | Дзюкки Ханада                   | Нориюки Китанохара              | Нориюки Китанохара              | Риэ Сэдзаки                            |
| 10 серия                        | Дзюкки Ханада                   | Такуя Ямамура                   | Такуя Ямамура                   | Кадзуми Икэда Сэйити Акитакэ           |
| 11 серия                        | Дзюкки Ханада                   | Ай Юкимура                      | Ай Юкимура                      | Тиёко Уэно                             |
| 12 серия                        | Дзюкки Ханада                   | Итиро Миёси                     | Итиро Миёси                     | Нобуаки Маруки                         |
| 13 серия                        | Дзюкки Ханада                   | Наоко Ямада                     | Эйсаку Каванами                 | Каё Хикияма Сэйити Акитакэ Риэ Сэдзаки |
| 14 серия                        | Дзюкки Ханада                   | Таити Огава                     | Таити Огава                     | Футоси Нисия                           |

#### Саундтрек
Открывающая тема: «Dream Solister»
Текст: Михо Карасава (яп. 唐沢 美帆 Карасава Михо)
Музыка и аранжировка: Юскэ Като (яп. 加藤 裕介 Като: Ю:сукэ)
Исполнитель: TRUE (Михо Карасава)
Закрывающая тема: «Tutti»  (яп. 「トゥッティ！」)
Текст и музыка: ZAQ
Аранжировка: Кё Такада (яп. 高田 暁 Такада Кё:)
Исполнители: Томоё Куросава, Аяка Асаи, Моэ Тоёта, Тика Андзай

#### Музыкальное сопровождение
Духовая музыка исполнена духовым оркестром первого курса 2014 года Senzoku Gakuen College of Music.
- Опенинг из дорамы «Неугомонный сёгун[англ.]» (яп. 暴れん坊将軍のテーマ  Абарэмбо: сё:гун но тэ:ма) (серия 1)
Музыка: Сюнсукэ Кикути (яп. 菊池 俊輔 Кикути Сюнсукэ)
Аранжировка: Акито Мацуда (яп. 松田 彬人 Мацуда Акито)
- Канкан «Инфернальный галоп» из оперетты «Орфей в аду»
Композитор: Жак Оффенбах (серии 1 и 12)
Транскрипция: Кларк МакАлистер (англ. Clark McAlister)
Редакция: Альфред Рид (англ. Alfred Reed)
- «Морская пехота» (англ. The Marines) (серии 3-4)
Музыка: Дж. Эм. Фултон[англ.] (англ. J.M. Fulton)
Аранжировка: Сатоми Кодзима (яп. 小島 里美 Кодзима Сатоми)
- Симфония № 9 ми минор «Из Нового Света», соч. 95, часть II Largo (серия 4)
Музыка: Антонин Дворжак
- «The Fairest of the Fair March[англ.]» (серия 5)
Музыка: Джон Филип Суза
- «Funiculì, Funiculà» (серия 5)
Музыка: Луиджи Денца
Аранжировка: Альфред Рид
- «RYDEEN» (яп. ライディーン  Райди:н) из альбома Solid State Survivor группы Yellow Magic Orchestra (серия 5)
Музыка: Юкихиро Такахаси (яп. 高橋 幸宏 Такахаси Юкихиро)
Аранжировка: Наоя Вада (яп. 和田 直也 Вада Наоя)
- «Танец молодой луны» (яп. 三日月の舞  Микадзуки но маи) (серия 6-13)
Музыка и аранжировка: Намиэ Хорикава (яп. 堀川 奈美恵 Хорикава Намиэ)[48] (Акито Мацуда)
- «Мерцай, мерцай, маленькая звёздочка» («Twinkle, Twinkle, Little Star») (серия 6)
Музыка: Французская детская народная песня «Ах, мама, позвольте Вам рассказать» (фр. «Ah! vous dirai-je, maman[англ.]»)
Аранжировка: Акито Мацуда
- «Там, где мы нашли любовь» (яп. 愛を見つけた場所 Ай о мицукэта басё) (эндинг серии 8)
Музыка: Ханако Оку[англ.]  (яп. 奥 華子 Оку Ханако)
Аранжировка: Акито Мацуда
- «Ветер Прованса» (яп. プロヴァンスの風 Пуровансу но кадзэ) (серии 10 и 13)
Музыка и аранжировка: Наоки Тасака (яп. 田坂 直樹 Тасака Наоки)
- Симфоническая сюита «Шехерезада» (серия 13)
Музыка: Николай Андреевич Римский-Корсаков
Аранжировка: Тосио Масима[англ.]  (яп. 真島 俊夫 Масима Тосио)

#### BD/DVD
| Диск № | Дата релиза      | Серии       |
| ------ | ---------------- | ----------- |
| 1 диск | 17 июня 2015     | 1-я и 2-я   |
| 2 диск | 15 июля 2015     | 3-я и 4-я   |
| 3 диск | 19 августа 2015  | 5-я и 6-я   |
| 4 диск | 16 сентября 2015 | 7-я и 8-я   |
| 5 диск | 21 октября 2015  | 9-я и 10-я  |
| 6 диск | 18 ноября 2015   | 11-я и 12-я |
| 7 диск | 16 декабря 2015  | 13-я и OVA  |

## Критика
Ник Кример, критик сайта AnimeNewsNetwork, похвалил сериал за его хорошее повествование, гармоничность сюжета и хорошее музыкальное сопровождение, хотя и признал, что сюжет, начиная с 4 серии, стал менее динамичным. Аниме отлично передаёт атмосферу и позволяет сопереживать героям. Среди прочих достоинств критиком были отмечены качественная прорисовка и красивые задние фоны. Тоси Накамура с сайта kotaku отметил, что история стремится подражать своей предшественнице — K-On, хотя тут получилась более мрачная атмосфера. Тоси отметил, что главные героини сталкиваются со сложными выборами, которые помогают им развиваться и совершенствовать свою личность. Аниме понравится тем, кто любит «глубокий сюжет», но любители «глупой комедии и экшена» могут обходить этот сериал стороной.